# 井田照一
井田 照一（いだ しょういち、Shoichi Ida、1941年9月13日 - 2006年6月5日）は、日本の京都市出身の現代美術家。
「Surface is the Betweenー表面は間である」というコンセプトを掲げ、版画を中心に油彩、ペーパーワーク、陶、ブロンズなど様々なメディアへと作品を制作している。

## 略歴
- 1965年 京都市立美術大学（現：京都市立芸術大学）西洋画科修了[1]。
- 1969年 パリに留学。
- 1970年代後半から、東京を中心に多数の作品を発表。
- 2006年 逝去。

## 受賞
- 1976年 東京国際版画ビエンナーレ展文部大臣賞[1]
- 1977年 日本現代版画大賞展優秀賞[1]
- 1980年 クラコウ国際版画ビエンナーレ展ポーランド名誉賞[1]
- 2004年 紫綬褒章受章[1]

## 文献
- 『Ida Shoichi prints : surface is the between field horizon : between vertical and horizon : 1974-1983』ギャラリー上田　1983年
- 『Garden project : since 1968 in various works : surface is the between‐between vertical and horizon』阿部出版　2001年
- 『井田照一 : Shoichi Ida documents 1941-2006 : surface is the between‐between vertical and horizon』阿部出版　2012年
- 『井田照一の版画』京都国立近代美術館　2012年